# Meike
Meike is een Nederlandse voornaam voor zowel jongens als meisjes. De vrouwelijke versie is afgeleid van Maria en de mannelijke van het Friese Meie.

## Personen met de naam Meike
Hieronder volgt een niet-uitputtende lijst personen met de naam "Meike" met een artikel op de Nederlandstalige Wikipedia:
- Meike Babel (1974), een voormalig Duits tennisster
- Meike van Driel (1972), een voormalig Nederlands roeister
- Meike Evers (1977), een voormalig Duits roeister
- Meike Goosmann (1966), een Duits jazzmuzikante
- Meike de Jong (1979), een Nederlands nieuwslezeres en journaliste
- Meike de Nooy (1983), een Nederlands waterpolospeelster
- Meike van Schijndel (1973), een Nederlandse illustrator en grafische vormgeefster
- Meike de Vlas (1942-2022), een Nederlands roeister
- Meike Wortel (1982), een Nederlands bridgespeelster